# Metopius vandykei
Metopius vandykei är en stekelart som beskrevs av Michener 1941. Metopius vandykei ingår i släktet Metopius och familjen brokparasitsteklar. Inga underarter finns listade i Catalogue of Life.